# 岩崎琢
岩崎 琢 （いわさき たく、1968年1月21日 - ）は、東京都出身の日本の作曲家、編曲家。血液型はB型。東京都立成瀬高校、東京芸術大学作曲科卒業。。

## 概要
音楽に触れたきっかけは、3歳の頃に親からピアノを与えられ、ヤマハ音楽教室に連れられたことから。小学生で音楽教室を辞め、高校生まで岩下哲也に師事し、多重録音やシンセサイザーの使い方を学ぶ。高校生の頃に作曲家を志す。1985年、神奈川芸術祭合唱曲作曲コンクールにて入賞。東京藝術大学作曲科へ入学後、佐藤眞・青島広志に師事し現代音楽を学ぶ。在学中の1989年に、日本現代音楽協会新人賞を受賞。
大学卒業後に編曲家としての活動を開始。1999年に、小泉洋（Hiroshi。ギター、作曲担当）、岡本早由（Sayori、後にHiyokoに改名。ボーカル、作詞担当）との音楽ユニット「Smart Drug」に参加し、Taqueの名義でキーボードと編曲を担当。2002年までに、3枚のCDをリリースする。現在はアニメの劇伴を中心に作曲家、編曲家として活動している。
『R.O.D』のDVD8巻目に収録されたオーディオコメンタリーに出演した際に監督の舛成孝二、脚本家の倉田英之から「イケメン作曲家」と称される。フジテレビ系列テレビドラマ『古畑任三郎』第3シーズン第33回「絶対音感殺人事件」（初回放送日1999年5月18日）に指揮者役としてゲスト出演したことがある。
2013年1月29日、自身のソロライブイベントとして"Taque Iwasaki Live 2013 First solo live event Soundtrack to the streets vol.1"が東京都内のクラブにて開催された。『ヨルムンガンド』を筆頭に、手がけてきた作品のサウンドトラックをDJ形式や演奏で披露した。

## 人物・作風
画とセリフと自らの音楽が、時に主従を違え互いを引き立たせ合うような映像作品を作りたい旨を頻繁に発言しており、（作曲担当の岩崎が）「勝手にやりますよ」と言って曲を作るにしても、監督や音響監督が何を考えているかわかったうえでやりたい、音楽で5%でも10%でも付加価値をつけられるのであれば、作曲以外のことも関わりたい、監督や音響監督・脚本家ともコミュニケーションを取り共同作業を行いたいと語っている。実際、アニメ『刀語』の頃からMAの現場に顔を出すようになったという。自身の価値観に於いて「ちょっと影響を受けたかもしれない」ものとして蓮實重彦とコンラート・ローレンツを挙げている。

## 音楽作品

### アニメ
1995年
- ロミオの青い空
  - オープニングテーマ『空へ…』
  - エンディングテーマ『Si Si Ciao 〜ロマナの丘で〜』
  - 共に、作詞 - 佐藤ありす / 作曲 - 岩崎琢 / 編曲 - 若草恵 / 歌 - 笠原弘子

- 無責任艦長タイラー（OVAシリーズ）（1995年 - 1996年）
  - 渡辺瑛美とのオリジナルユニット『T's WORKSHOP』を組み、各巻テーマソングを作曲。ドラマCDの劇伴も担当。

1997年
- エルフ版下級生（OVA）ミニアルバム『好きといえたら･･･』
  - #1『WONDER LAND』
  - 作詞 - サエキけんぞう / 作曲 - 岩崎琢 / 編曲 - 藤木和人 / 歌 - 柳原みわ
  - #2『MAPS』
  - 作詞 - サエキけんぞう / 作曲 - 大藤史 / 編曲 - 岩崎琢 / 歌 - Pure / コーラス・アレンジ - 藤木和人、石塚まみ

1999年
- メルティランサーThe Animation（OVA）
  - オープニングテーマ『Flying High』
  - 作詞・作曲 - 松浦有希 / 編曲 - 岩崎琢 / 歌 - 松浦有希
  - キャラクター・ソングコレクション#7『もう やめて！』
  - 作詞 - ドン・マッコウ / 作曲 - 岩垂徳行 / 編曲 - 岩崎琢 / 歌 - 丹下桜
  - キャラクター・ソングコレクション#12『星空のメッセージ』
  - 作詞・作曲 - 緒方恵美 / 編曲 - 岩崎琢 / 歌 - 緒方恵美

- るろうに剣心 -明治剣客浪漫譚- 追憶編
- セラフィムコール
  - 『I miss you』（第12話エンディングテーマ）
  - 作詞・作曲・歌 - ancy / Strings編曲 - 岩崎琢

- 今、そこにいる僕

2000年
- GRANDEEK〜外伝〜

2001年
- R.O.D -READ OR DIE-
- Witch Hunter ROBIN
- The Soul Taker 〜魂狩〜
  - エンディングテーマ『MEMORY』
  - 作詞 - 三重野瞳 / 作曲 - 柿島伸次 / 編曲 - 岩崎琢 / 歌 - 柿島伸次
  - エンディングテーマ『As Times goes by』
  - 作詞・作曲 - 浅見恭生 / 編曲 - 岩崎琢 / 歌 - 浅見恭生

- 破壊魔定光
- るろうに剣心 -明治剣客浪漫譚- 星霜編
- ゴーゴー五つ子ら・ん・ど

2002年
- GetBackers-奪還屋-
- ヨコハマ買い出し紀行 -Quiet Country Cafe-

2003年
- L/R -Licensed by Royal-
  - サウンドトラック 08 『The royal residence』の作曲・編曲。

- R.O.D -THE TV-

2004年
- 焼きたて!!ジャぱん

2005年
- BLACK CAT
- エンジェル・ハート

2006年
- びんちょうタン
- オーバン・スターレーサーズ
- 結界師
- 009-1

2007年
- 天元突破グレンラガン

2008年
- PERSONA -trinity soul-
- ソウルイーター
- 黒執事

2010年
- 刀語
- 黒執事II

2011年
- C
- 神様のメモ帳
- ベン・トー

2012年
- ヨルムンガンド
- ヨルムンガンド PERFECT ORDER
- ジョジョの奇妙な冒険 第二部（2012年 - 2013年）

2013年
- ガッチャマン クラウズ

2014年
- ノラガミ
- 魔法科高校の劣等生
- アカメが斬る!
- まじっく快斗1412

2015年
- ガッチャマン クラウズ インサイト
- ノラガミ ARAGOTO ※小西香葉、近藤由紀夫、ELECTROCUTICAと連名

2016年
- 文豪ストレイドッグス
- クオリディア・コード

2018年
- ユリシーズ ジャンヌ・ダルクと錬金の騎士

2019年
- コップクラフト

2020年
- 白猫プロジェクト ZERO CHRONICLE
- 魔法科高校の劣等生 来訪者編

2021年
- 文豪ストレイドッグス わん!
- 魔法科高校の優等生
- 鎮西八郎為朝

2023年
- Paradox Live THE ANIMATION

2025年
- ガチアクタ

### ドラマ
1994年
- 怪談 KWAIDAN III 牡丹燈籠（CX系、1994年）

1996年
- オンリー・ユー〜愛されて〜（NTV系）
- ナチュラル 愛のゆくえ（NTV系）

1998年
- 凍りつく夏（NTV系）※サウンドトラック #11『PEACE & BROKEN』introduction

2020年
- 閻魔堂沙羅の推理奇譚（NHK総合）

### 映画
2000年
- ジュブナイル（オーケストレーション）

2003年
- 福耳 ※オリジナルサウンドトラック#17『あの日の風待っている』・#18『時の色』２曲を作曲

2006年
- 銀色の髪のアギト

2008年
- 劇場版 天元突破グレンラガン 紅蓮篇

2009年
- 劇場版 天元突破グレンラガン 螺巌篇

2017年
- 劇場版 魔法科高校の劣等生 星を呼ぶ少女

2018年
- 文豪ストレイドッグス DEAD APPLE
- 爵跡2

2019年
- 劇場版シティーハンター 〈新宿プライベート・アイズ〉

2022年
- 映画 文豪ストレイドッグス BEAST

2023年
- シン・仮面ライダー
- 劇場版シティーハンター 天使の涙

2024年
- 劇場版モノノ怪 唐傘

### ゲーム
1991年
- マーキュリー・ザ・プライムマスター ※松尾早人、山路敦司、岡本清郎と連名
- エルディス(L-DIS) ※本山淳弘、高木みゆき、前田華代子、山路敦、牧野紀夫と連名

1992年
- エアーマネジメント 大空に賭ける
- 超時空要塞マクロス2036 ※山路敦司と連名
- らんま1/2 打倒、元祖無差別格闘流！ ※本山淳弘 (KLON)、高木みゆき (KLON)、前田華代子 (KLON)と連名

1993年
- エアーマネジメントII 航空王をめざせ
- 機装ルーガ ※サウンドトラックは齋藤博人、前田華代子、桃井聖司と連名

1994年
- スーパードッグワールド
- 麻雀大会II（スーパーファミコン版）

1995年
- 太閤立志伝II
- 愛・超兄貴
- 機装ルーガⅡ The Ends of Shangrila ※サウンドトラックは齋藤博人、前田華代子、桃井聖司と連名
- 超兄貴 究極無敵銀河最強男
- 超兄貴 爆烈乱闘篇

1996年
- エアーマネジメント'96
- 真・女神転生デビルサマナー ※サウンドトラックDisc.2（ライブ風アレンジバージョン5曲を作・編曲）
- LUNAR シルバースターストーリー
  - ルナティックフェスタ Vol.3 #10『レ・ミゼラブル』
  - 作詞 - 溝口功 /作曲 - 岩垂徳行 / 編曲 - 岩崎琢 / 歌 - 萩森侚子

- ソウルエッジ（プレイステーション版 KHAN SUPER SESSION）

2006年
- 大航海時代Online La Frontera ※三宅一徳と連名
- マブラヴ オルタネイティヴ

2017年
-  LORD of VERMILION IV

2019年
- ファイナルファンタジーXV エピソードアーデン ※ゲストコンポーザーとして。『星神子の祈り歌』『Conditioned to Hate』の2曲

### 舞台
- ミュージカル「黒執事」-The Most Beautiful DEATH in The World- 千の魂と堕ちた死神（2010年）
- 舞台「文豪ストレイドッグス」（2017年）

### プロデュース
- 1999年 - 笠原弘子「aria」
- 2002年 - 川澄綾子「Primary」

### その他
- 合唱曲
  - 1985年 - 「ガラスの瞳 女声合唱のための（第1位）[22]」
  - （神奈川芸術祭合唱曲作曲コンクール第1位入賞、吉原幸子作詞）
- 橘いずみ
  - 1992年 - 「君なら大丈夫だよ」（2曲を編曲）
- 西野妙子
  - 1992年 - 「発売予定日」（1曲を作・編曲）
- miyuki
  - 1993年 - 「CUTEでいこう」（編曲・コーラス）
  - 1994年 - 「ぜんぶ言ってしまおう」（５曲を編曲）
- 千葉美加
  - 1994年 - 「あなたに会えたから」（2曲を編曲）
- 椎名へきる
  - 1995年 - 「Respiration」（3曲を編曲）
  - 1996年 - 「だめよ!だめよ!だめよ!!」（1曲を編曲）
  - 1996年 - 「with a will」（3曲を編曲）
  - 2000年 - 「RIGHT BESIDE YOU」（2曲を編曲）
- CALL
  - 1996年 - 「IN MY STYLE」（一部の楽曲でCALLと共同編曲）
  - 1996年 - 「僕が歌う理由」（CALLと共同編曲及びアルバムの作曲他）
- 高木ブー
  - 1997年 - 「GOOD！」（2曲を編曲）
  - 2000年 - 「LET IT BOO」（編曲）
- 笠原弘子
  - 1997年 - 「THANKS～真夏の夢～」（編曲）
- 栗林みな美
  - 2003年 - 「君が望む永遠 Portrait*2 遙」（1曲を編曲）
- 松下奈緒
  - 2007年 - 「poco A poco」（1曲を編曲）
- 牧野由依
  - 2011年 - 「ホログラフィー」（2曲を編曲）
- CM[23]
  - 「久光製薬 サロンパス」
  - 「東京ディズニーランド」
  - 「オロナミンCドリンク」
  - 「ロートA」
  - 「日本マクドナルド」
  - 「資生堂」
  - 「明治生命」

## ライブイベント・出演
- 2013年
  - 1月29日 - "Taque Iwasaki Live 2013 First solo live event Soundtrack to the streets vol.1"（東京都渋谷区 Under dear Lounge）
  - 4月5日 - "Taque Iwasaki Soundtrack to the streets vol.2"（渋谷区 Under dear Lounge）
- 2015年
  - 4月11日 - Taque Iwasaki "Soundtrack to the streets vol.3"（渋谷区 LIVE-BAR-The DOORS）[24]
  - 10月20日- "Taque Iwasaki LE GRAND PIANO Vol.1"（東京オペラシティ リサイタルホール）[25]
- 2017年9月23日 - Taque Iwasaki "Soundtrack to the streets vol.4"（渋谷区 原宿クエストホール）[26]
- 2022年2月18日・19日- "黒執事 15th Anniversary Orchestra Concert"（東京国際フォーラム）[27]
- 2023年9月17日- "京伴祭 -KYOTO SOUNDTRACK FESTIVAL- 2023"（京都・梅小路公園）[28]

他、トークイベント、伴奏等多数。